# Pika Zip
Pika Zip（ピカ ジップ）とは、ZIPのパスワードを検索するソフト。

## 概要
アルファベット、数字などを組み合わせて全てのパターンを調べる全数検索のほか、特定のパスワードを登録して一致するかを調べる辞書検索、わからない部分を組み合わせで検索する固定検索ができる。また、RARアーカイブにも対応している。
「継続情報」機能により、途中で検索を中断してもそこから再開することができる。継続情報は検索中のアーカイブがあるディレクトリ内に、そのアーカイブ名と同じ名前のINIファイルとして保存される。また、検索中に一定時間経つと自動保存される。
速度が速い解凍エンジンが内蔵されているのも特長である。ただし、文字数が長いと検索に時間がかかる。

## Pika Zip Network Center
Pika Zip Network Center（PNC）は、コンピュータネットワークでPikaZipを使用するサーバソフトである。接続された複数のコンピュータでパスワード検索することでより高速で検索することができる。